# Гранит (предприятие, Владивосток)
Открытое акционерное общество «Восточное оборонное предприятие „Гранит“» (ВОП «Гранит») — советское/российское военно-промышленное предприятие, выполняющее работы по монтажу, стыковке, вводу в эксплуатацию, доработке и техническому обслуживанию сложных образцов вооружения и военной техники (ВиВТ) на местах дислокации и на полигонах Министерства обороны России.
Основано в 1977 году как филиал Головного производственно-технического предприятия, ныне ОАО "ГЦСО ПВО «Гранит» Концерна ПВО «Алмаз-Антей», расположенный в г. Владивосток, с 1982 года — самостоятельное предприятие.
В 2002 году ВОП «Гранит» вошло в состав Концерна ПВО «Алмаз-Антей» наряду с 45 другими предприятиями.
Генеральный директор — А. В. Прокопченко.
Является базовым сервисным центром средств ПВО ВМФ России.